# Taiwanese voetbalbond
Dit overzicht is mogelijk incompleet; u kunt helpen door het uit te breiden.
De Taiwanese voetbalbond of Chinese Taipei Football Association (CTFA) is de voetbalbond van Chinees Taipei. In het land zelf draagt de bond de naam Football Association of the Republic of China, maar om politieke redenen wordt internationaal de naam met daarin Chinese Taipei gebruikt.
De voetbalbond werd opgericht in 1924 en is sinds 1954 lid van de Aziatisch voetbalbond (AFC) en sinds 2002 lid van de Oost-Aziatische voetbalbond (EAFF). In 1954 werd de bond lid van de FIFA. De voetbalbond is verantwoordelijk voor het Taiwanees voetbalelftal. Tussen 1976 en 1978 en tussen 1982 en 1989 was de voetbalbond lid van de Oceanische voetbalbond, de OFC.

## President
In januari 2022 was de president Chiou I-jen.